# 성주호
성주호(成周皓, 1927년 2월 18일~ )는 대한민국의 의사이자, 교육가이다. 학교법인 창성학원의 이사장이다.

## 약력
- 1946년 ~ 1952년 연세대학교 의과대학(의학사)
- 1955년 육군 군의관 대위 예편.
- 일본에 전공의로 유학.
- 1960년 일본 후쿠오카 대학교(의학박사)
- 1960년 ~ 1962년 미국 뉴욕 콜롬비아 대학교(신경병리학 조교수)
- 1962년 ~ 1995년 미국 미네소타대학교 신경병리학과 조교수, 부교수, 교수, 학과장
- 1983년 ~ 1985년 연세대학교 의과대학장 겸 병리학 교수
- 1996년 ~ 현재, 미국 미네소타대학교 신경병리학과 명예교수
- 현, 학교법인 창성학원 이사장(임기: 2005년 6월 24일 ~ 2008년 6월 23일)
- 2007년 뒤늦게 화랑무공훈장을 받았다.[1]

## 가족 관계
- 아내: 김인중(金仁中, 1930년 2월 26일 ~ )
  - 장인: 김용완(金容完, 1904년 4월 9일 ~ 1996년 1월 17일)前 경방 명예회장
- 형: 성주련(1911년 ~ 1984년) 창성학원 설립자.[2]

## 참고 자료
- 창성학원[깨진 링크(과거 내용 찾기)]
- 한국의 명문가문 제10편 "김성수가" 《서프라이즈》(2005.10.10.)